# 로 케 라 비다 메 로보
《로 케 라 비다 메 로보》(스페인어: Lo que la vida me robó)는 2013년 방영된 멕시코의 텔레노벨라이다.